# Hydratation minérale
En chimie minérale, l'hydratation d'un minéral est l'adjonction d'eau à la structure cristalline d'un minéral, créant généralement un nouveau minéral, communément appelé hydrate ou minéral hydraté.
En termes géologiques, le processus d'hydratation des minéraux est connu sous le nom d'altération rétrograde qui accompagne un métamorphisme rétrograde, notamment la métasomatose et demeure souvent une caractéristique de l'altération des roches encaissantes autour des veines de minerais. L'hydratation des minéraux se produit généralement de concert avec une circulation hydrothermale qui peut être provoquée par une activité tectonique ou ignée.

## Processus
Les minéraux s’hydratent selon deux processus principaux. L'un est la conversion d'un oxyde en un hydroxyde double, comme pour l'hydratation de l'oxyde de calcium (CaO) en hydroxyde de calcium (Ca(OH)2), l'autre consiste en l'incorporation directe de molécules d'eau dans la structure cristalline du minéral. Ce dernier se manifeste dans l'hydratation des feldspaths en minéraux argileux, du grenat en chlorite ou du disthène en muscovite.
L'hydratation minérale est également observée dans le régolithe et entraîne la conversion des minéraux silicatés en minéraux argileux.
Certaines structures minérales, par exemple la montmorillonite, sont capables de contenir une quantité variable d'eau sans modification significative de la structure minérale.
L'hydratation est le mécanisme par lequel les liants hydrauliques comme le ciment Portland développent leur résistance. Un liant hydraulique est un matériau qui peut prendre et durcir immergé dans l’eau en formant des produits insolubles lors d’une réaction d’hydratation. Le terme d'« hydraulicité » ou d'« activité hydraulique » indique l'affinité chimique de la réaction d'hydratation. 

## Exemples de minéraux hydratés
Quelques exemples de minéraux hydratés :
- silicates (SiO44-, SiO2)
  - phyllosilicates, minéraux argileux « que l'on trouve couramment sur Terre sous forme de produits d'altération des roches ou dans les systèmes hydrothermaux »[1]
    - chlorite
    - muscovite

- non-silicates
  - oxydes (O2-, Al2O3, Fe2O3, etc.) et oxy-hydroxydes
    - brucite, ( Mg(OH)2[1]
    - goethite, (FeO(OH)[1]

  - carbonates (CO32-, etc.)
    - hydromagnésite, Mg5(CO3)4(OH)2·4H2O[1], 
    - ikaïte,  CaCO3·6H2O, la forme hexahydratée instable du carbonate de calcium

  - minéraux hydroxylés
    - saponite[1]
    - talc[1]

  - hydroxysulfures (mélanges sulfures-hydroxydes)
    - tochilinite, un minéral hydroxysulfure ou sulfure hydraté[1] de fer(II) et de magnésium de formule chimique :  (Fe2+)5.4(Mg,Fe2+)5S6(OH)10[3], également écrit 6Fe0.9S·5(Mg,Fe2+)(OH)2[4],[3] selon l'IMA
    - valleriite, un minéral sulfure-hydroxyde rare de fer(II) et de cuivre de formule chimique : (Fe2+,Cu)4(Mg,Al)3S4(OH,O)6[5], ou  4(Fe,Cu)S·3(Mg,Al)(OH)2[6]